# Wielewo (stacja kolejowa)
Wielewo – stacja towarowa w Maciejkach na linii kolejowej nr 205, w województwie warmińsko-mazurskim, w powiecie kętrzyńskim, w gminie Barciany w Polsce. Została wybudowana w latach 1952–1956 jako część Wojskowego Rejonu Przeładunkowego Skandawa.